# نادرمانگر
نادرمانگریا غیرشفابخش (به انگلیسی: The Unhealer) فیلمی محصول سال ۲۰۲۰ و به کارگردانی مارتین گیگی است. در این فیلم بازیگرانی همچون الیجاه نلسون، کایلا کارلسون، ناتاشا هنستریج، لانس هنریکسن، آدام بیچ، کریس براونینگ، برانزکومب ریچموند، دیوید گریدلی، گاوین کازالگنو، ویل روپ، آنجلین اپل و کریستی هریس ایفای نقش کرده‌اند.